# بينيتي
بينيتي هي بلدية في مقاطعة كونيو في منطقة بيدمونت الإيطالية، وتقع على بعد نحو 80 كيلومتر (50 ميل) جنوب تورينو ونحو 8 كيلومتر (5 ميل) شرق كونيو. اعتبارًا من 31 ديسمبر 2004، كان عدد سكانها 2898 نسمة ومساحتها 17.4 كيلومتر مربع (6.7 ميل2). 
تقع بنيتي على حدود البلديات التالية: تشيوسا دي بيسيو، كونية، مارغاريتا، موروزو، بيفيرانيو.